# 成合 (高槻市)
成合（なりあい）は、大阪府高槻市にある地名。大字成合、成合北の町、成合南の町、成合中の町、成合西の町、成合東の町で構成されている。郵便番号は569-1012から569-1017が割り当てられている。人口は726人（2016年（平成28年）12月末現在、高槻市調べ）。

## 地理
高槻市北東部の山麓に位置し、南は安満御所の町と紅茸町、西は日吉台と花林苑、弥生が丘、北は川久保地区と接する。
地域内に檜尾川（淀川支流の一級河川）、東檜尾川（桧尾川支流）が流れる。

### 大字成合
山間部に位置する。岩滝寺や彫刻の里墓園、高槻フィールドアスレチック等の施設や、第二次世界大戦末期に陸軍により建設がすすめられた地下豪・トンネル（コードネーム「タチソ」）といった戦争遺跡のほか、平成時代後期に開通した新名神高速道路高槻ジャンクション・インターチェンジの料金所やその関連施設が存在する。

### 成合北の町
春日神社がある。また、かつては日本人集落から離れた成合北の町の北西部の一角に、タチソ建設に携わった労働者やその子孫の在日韓国・朝鮮人が集住しており、小規模な集落が形成されていたが、現在では韓国・朝鮮系住民の他の場所への移住と新たな日本人住民の流入でコミュニティは変容しつつある。

### 成合南の町

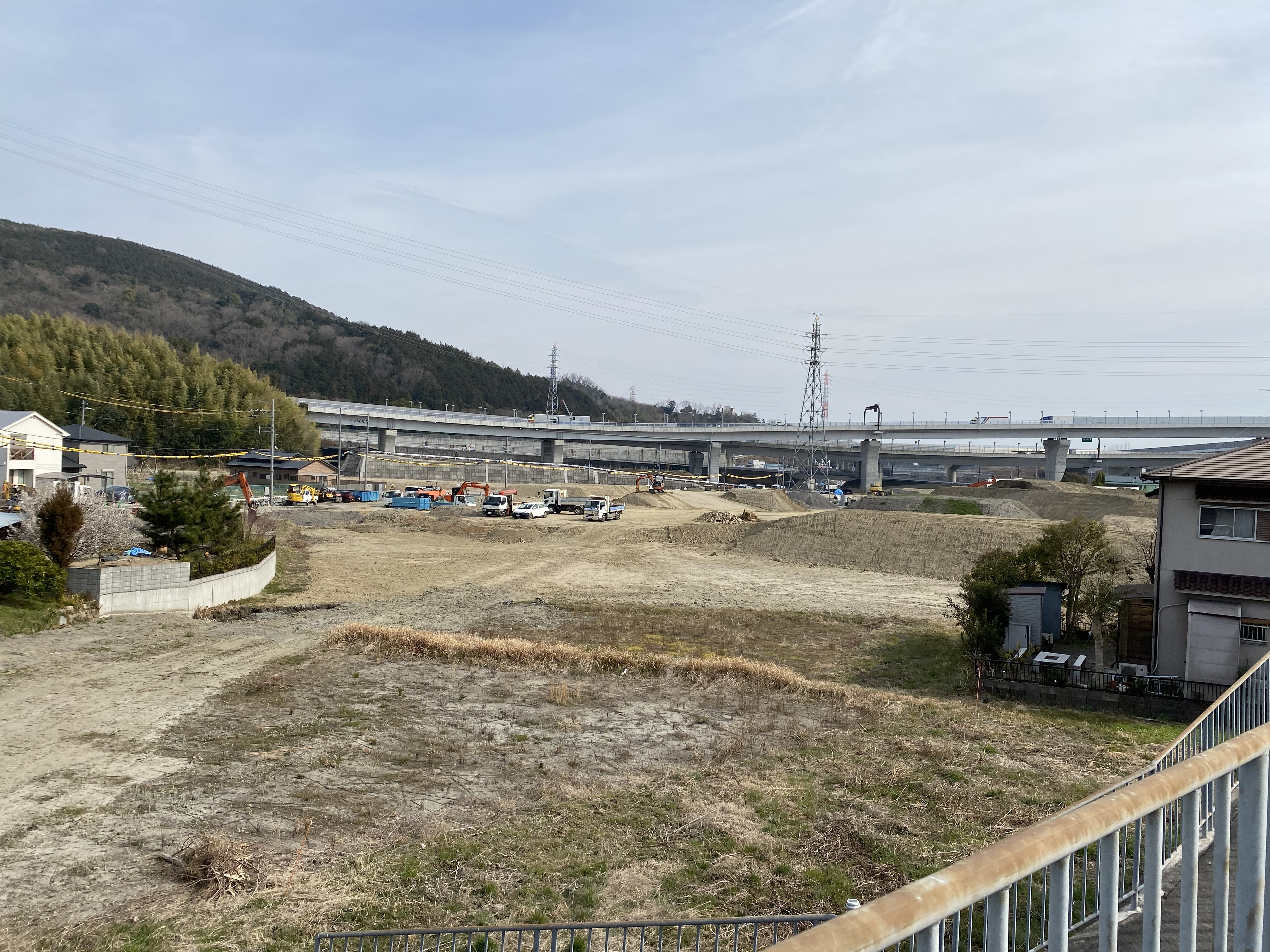
土地造成工事の進む成合南地区

成合地区南部に位置し、桧尾川と竹林のある丘陵に挟まれた一帯。元来は南東部に緑水会病院があるほか目立った施設は無く、広大な田園が広がるエリアだったが、平成後期に入ると高槻ジャンクション・インターチェンジが設置されるなど大規模な開発がなされ、令和期には数々の事業所や工場が立ち並ぶ地区へと変貌した。
府道79号線沿いに造成された地区にはテクノ高槻やクリーンケミカル、グラムスタイル等の事業所が立ち並んでおり、南の町東部には長浜製作所の事業所や成合かきの木公園等が整備されている。南の町東北部には太閤道の成合側入り口が設置されている。

### 成合中の町

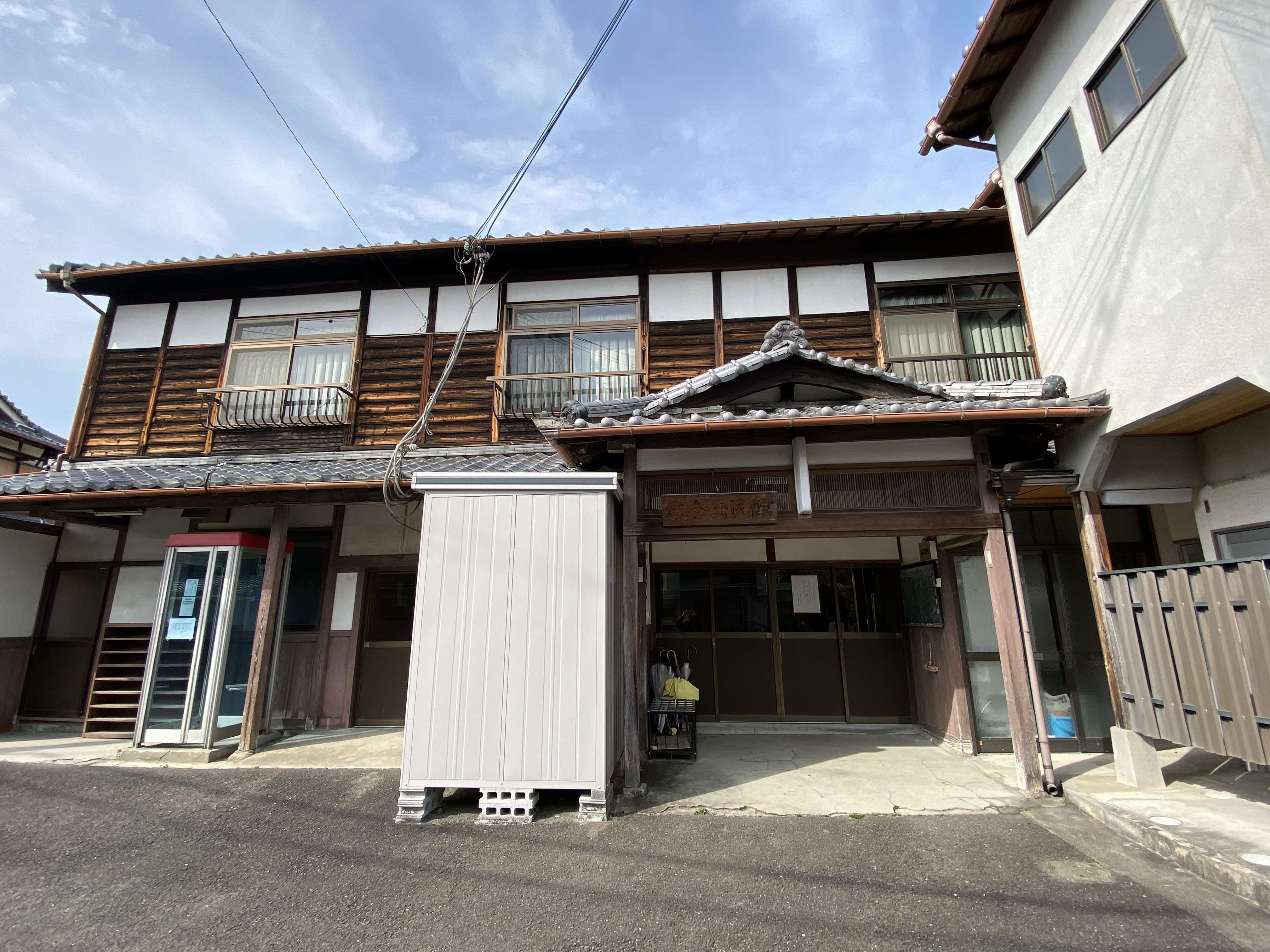
成合公民館

成合地区の中心部。成合東の町とは東桧尾川を挟んで接する。古風な住宅が密集し、成合公民館や阿弥陀寺などの施設が点在する。

### 成合西の町
成合地区西部の地域。成合の他の地域とは檜尾川によって隔てられている。1960年代の人口増加による宅地造成政策の一環として開始された日吉台地区の開発で、元来成合西の町であった地区の西側の大部分は1964年に「日吉台一番町〜五番町」として編成され、続く1974年には更に一部が「日吉台七番町」として分離した。この時日吉台地区として分離されなかった残りの地区のうち北半分は新たな宅地造成事業が完了した2001年5月に「花林苑」として新たな区画として成合西の町から分離され、今では成合地区の中で最も面積が狭い地区となった。ヤマモモの並木で有名なヤマモモ公園やナリアイ化工がある。

### 成合東の町
東桧尾川の東側に位置し、南北に細長くのびる地区。住宅は地区東部の丘陵と河川の両方に沿って存在している。如阪商店や西王寺がある。2023年5月には、東の町内南部において、万代を核とし、セリア・ココカラファインが入居する商業施設であるミリオンタウンが開業した。

## 歴史
成合北の町に位置する春日神社の社伝では、岩・日下部の両氏が兵庫浦よりご神体を供奉し、高取山の瑞光石に鎮祭した後、神勅によってこの地に遷座したとあり、これが成合地域の始まりと言い伝えられている。また、地域名「成合」は麓の森が「里に成り合ふたる地」であることに由来すると考えられている。平安時代より村民が住みついたとの伝承がある。神宮寺「悉壇寺」（現在廃寺・京都相国寺領）、江戸時代には「金竜寺」領（現在廃寺）を経て現在に至る。
太平洋戦争の末期・昭和19年（1944年）には成合北部の山が中部軍司令部の適地として注目され、坑道の掘削がはじまった。1945年に入ると建設目的が川崎航空機のハ140型エンジンの生産工場に変更されて工事は続行、8月20日の操業開始を目指して機械の搬入が行われた(陸軍のコードネーム「タチソ」)ものの、完成されないまま終戦を迎えた。

## 交通
地域内を府道79号線が南北に、地域の南端には名神高速道路が東西に通っている。2017年12月10日、新名神高速道路の高槻JCT/ICが開通した。

### バス
- JR京都線高槻駅から高槻市営バス上成合循環JR高槻駅南行き、川久保循環JR高槻駅南行きが存在する。

#### バス停留所
（至高槻中心市街地）
- 磐手橋
- 日吉台東口
- 成合
- 成合旭橋
- 成合中町
- 上成合

（至川久保）

## 郵便番号
- 成合　569-1012
- 成合北の町　569-1017
- 成合西の町　569-1016
- 成合中の町　569-1015
- 成合東の町　569-1014
- 成合南の町　569-1013

## 世帯数・人口
|            | 世帯数 | 男  | 女  | 男女計 |
| ---------- | ------ | --- | --- | ------ |
| 大字成合   | 35     | 39  | 46  | 85     |
| 成合北の町 | 84     | 79  | 77  | 156    |
| 成合中の町 | 117    | 139 | 139 | 278    |
| 成合西の町 | 15     | 12  | 13  | 25     |
| 成合東の町 | 74     | 91  | 91  | 182    |
| 成合南の町 | 0      | 0   | 0   | 0      |

## 市議会選挙
高槻市議会の議長も務めた、岩為俊氏の地盤である。

## 小中学校の校区
| 地域                                                    | 小学校         | 中学校     |
| ------------------------------------------------------- | -------------- | ---------- |
| 関西電力高圧線以北・府道79号以西と成合西の町を除く成合  | 磐手小学校     | 第八中学校 |
| 上記の除外された地域、即ち成合北の町831-849と成合西の町 | 北日吉台小学校 | 芝谷中学校 |